# Христианство в Лихтенштейне
Христианство в Лихтенштейне — самая крупная религия в стране.
По данным исследовательского центра Pew Research Center в 2010 году в Лихтенштейне проживало 30 тыс. христиан, которые составляли 91,9 % населения этой страны. Энциклопедия «Религии мира» Дж. Г. Мелтона оценивает долю христиан в 2010 году в 89,5 % (32,4 тыс. верующих).
Крупнейшим направлением христианства в стране является католицизм. В 2000 году в Лихтенштейне действовали 23 христианские церкви, принадлежащие 10 различным деноминациям.
Помимо лихтенштейнцев, христианами также являются большинство живущих в стране немцев, австрийцев и итальянцев.